# Römisches Brandgräberfeld Lichtenborn
Koordinaten: 50° 6′ 23″ N, 6° 18′ 7″ O
Das Römische Brandgräberfeld Lichtenborn ist ein römisches Grabfeld in der Ortsgemeinde Lichtenborn im Eifelkreis Bitburg-Prüm in Rheinland-Pfalz.

## Beschreibung
Das Brandgräberfeld befindet sich östlich von Lichtenborn in Richtung Kopscheid unmittelbar an der Kreisstraße 122.
Die Brandgräber stammen aus dem 1. und 2. Jahrhundert n. Chr. und zählen somit zur Epoche der Römer.

## Archäologische Befunde
Die Brandgräber wurden im Zuge von Bauarbeiten entlang der K 122 zu spät entdeckt und zerstört. Beobachtet wurden nur noch Scherben von Gefäßen, die eine Datierung der Beigaben in das 1. und 2. Jahrhundert n. Chr. ermöglichten. Bemerkenswert war zudem der Fund von Fragmenten, die ursprünglich zu Töpfen gehörten. Sie weisen eine starke Ähnlichkeit mit dem Typ des Halterner Kochtopfes auf. Aufgrund der Funde wird angenommen, dass das Brandgräberfeld schon in der frührömischen Zeit erstmals belegt wurde und somit eine lange Nutzungsdauer aufweist.

## Erhaltungszustand und Denkmalschutz
Die Brandgräber wurden durch die Bauarbeiten weitestgehend zerstört und sind nicht mehr vor Ort erhalten. Die beobachteten Beigaben wurden geborgen. Heute befindet sich das Brandgräberfeld innerhalb einer landwirtschaftlich genutzten Fläche.
Das Brandgräberfeld ist als eingetragenes Kulturdenkmal im Sinne des Denkmalschutzgesetzes des Landes Rheinland-Pfalz (DSchG)  unter besonderen Schutz gestellt. Nachforschungen und gezieltes Sammeln von Funden sind genehmigungspflichtig, Zufallsfunde an die Denkmalbehörden zu melden.